# Faculdade Presbiteriana Mackenzie Rio
A Faculdade Presbiteriana Mackenzie Rio é uma instituição de ensino superior privada e confessional, localizada na cidade do Rio de Janeiro. Tem como mantenedor o tradicional Instituto Presbiteriano Mackenzie, uma associação civil de direito privado, sem fins lucrativos, de finalidade educacional e filantrópica. O associado vitalício exclusivo do Mackenzie é a Igreja Presbiteriana do Brasil.
O Projeto Institucional do Mackenzie Rio (FPM RIO) tem como objetivo a expansão e a inovação para além das propostas convencionais pertinentes às instituições de ensino superior dos dias atuais. As metas almejadas por este projeto, baseadas em um ensino de alto nível, têm, como diretriz, um entendimento da realidade, o que pressupõe a consciência da coletividade e, por conseguinte, um saber ativo, não apenas de conhecimento, mas também de crítica e de construção da sociedade.
O Mackenzie Rio (FPM RIO) tem como propósito principal formar profissionais que agreguem valor à sociedade e às organizações. Seus cursos são desenvolvidos com base em um conteúdo programático dinâmico que alia teoria com as exigências práticas atuais do mercado. Conta com um dos mais tradicionais cursos de Ciências Contábeis do Brasil, oferecendo também excelência nas áreas de Administração, Direito e Economia.

## Origem da Mackenzie Rio
As atividades do Mackenzie no Rio de Janeiro se iniciaram através da incorporação da antiga e renomada Faculdade Moraes Júnior - FMJ, uma extinta instituição de ensino superior particular localizada no Centro da cidade do Rio de Janeiro, esta que, iniciou as suas atividades acadêmicas em 25 de abril de 1964. Esta antiga instituição foi incorporada pelo Instituto Presbiteriano Mackenzie e passou ser chamada inicialmente de Faculdade Moraes Júnior Mackenzie Rio (FMJ - MACKENZIE RIO), no ano de 2008.  Depois de um longo processo de transição e muito investimento em melhorias nas instalações e no corpo docente, no dia 23 dezembro de 2015, através da Portaria nº 1077 o MEC aquiesceu no pedido de troca de nome da Faculdade, passando a mesma a chamar-se Faculdade Presbiteriana Mackenzie Rio, integrando de vez a Faculdade ao Instituto Presbiteriano Mackenzie.

## História do Instituto Presbiteriano Mackenzie[5]
O Instituto Presbiteriano Mackenzie iniciou suas atividades em 1870, quando o casal de missionários presbiterianos George e Mary Ann Annesley Chamberlain chega à cidade de São Paulo. A senhora Chamberlain recebeu meninos e meninas para a escola que se iniciava, fazendo valer o princípio que permanece até os dias de hoje: não fazer distinção de sexo, credo ou etnia. No ano seguinte foi constituída a Escola Americana, embrião do Colégio, que abrigava filhos de escravos e de famílias tradicionais. Em 1876, agora na esquina das ruas Ipiranga e São João, a Escola Americana implantou dois novos cursos: Escola Normal e o Curso de Filosofia. Em 1879, Dona Maria Antônia da Silva Ramos, baronesa de Antonina, vendeu ao reverendo Chamberlain área de sua chácara em Higienópolis. Era o início de uma nova fase. A fama da Escola Americana não se restringia ao Brasil, chegando aos ouvidos do advogado americano John Theron Mackenzie que, sem nunca ter vindo ao Brasil, deixou em testamento uma doação à Igreja Presbiteriana americana para que se construísse no Brasil uma escola de Engenharia. Desta forma, tem início o nome utilizado até hoje: Mackenzie.
Em fevereiro de 1896, teve início o curso da Escola de Engenharia Mackenzie, com diplomas ainda expedidos pela Universidade de Nova Iorque. Na década de 1940, foram criados novos cursos, como a Faculdade de Filosofia, Ciências e Letras (1946); Faculdade de Arquitetura (1947); e a Faculdade de Ciências Econômicas (1950). Com essas quatro escolas superiores, em 1952, o Mackenzie é reconhecido como universidade pelo então presidente Getúlio Vargas. Em 1955 teve início a primeira turma da Faculdade de Direito. Em 1965, o Mackenzie nomeia Esther de Figueiredo Ferraz como reitora, a primeira mulher a assumir esse cargo em universidades brasileiras. Já em 1970, criou-se a Faculdade de Tecnologia, suprindo a demanda por profissionais qualificados em cursos superiores da área. 
Hoje o Instituto mantém a Universidade Presbiteriana Mackenzie (UPM), as Faculdades Presbiterianas Mackenzie do Rio de Janeiro (FPM RIO) e de Brasília (FPMB) e a Faculdade Evangélica Mackenzie do Paraná (FEMP), em Curitiba.

## Departamentos

### Departamento de Administração
O Departamento de Administração do Mackenzie Rio (FPM RIO) existe desde 25 de Abril de 1968, originário da antiga Faculdade Moraes Júnior, tendo mais de 50 anos em atividade. É formado por um corpo docente que está em constante sintonia com as frequentes alterações ocorridas mercado. A matriz curricular de Administração apoia‐se em enfoques contemporâneos e atualizados para o desenvolvimento de profissionais com perfil que permita atuarem como empreendedores e gestores eficazes. 
Para melhor preparar o corpo discente o Departamento organiza cine debate (filmes relacionadas a questões importantes para a compreensão dos aspectos éticos, sociais, legais e econômicos); seminário multidisciplinar; ciclos de palestras; estudos de caso aplicado ao ensino; e jogos de empresas (Permite ao aluno, em grupo, tomar decisões em empresas virtuais, negociando com outras empresas de outros grupos da sala de aula ou até mesmo de outras classes, períodos e cursos).

### Departamento de Ciências Contábeis
O Departamento de Ciências Contábeis do Mackenzie Rio (FPM RIO) existe há mais 50 anos, originário da antiga Faculdade Moraes Júnior, cujo nome e tradição de qualidade têm permitido a inserção de grandes profissionais da Contabilidade no mercado nacional. O curso possui um quadro docente de excelência, em que a formação acadêmica apurada (especialistas, mestres e doutores) aliada à grande experiência profissional, faz a diferenciação e o atrativo para que os interessados em cursarem Contabilidade, decidam pela instituição.
O Curso de Ciências Contábeis foi avaliado pela Revista Guia do Estudante como um dos melhores do país.

### Departamento de Ciências Econômicas
O Departamento de Ciências Econômicas da instituição é composto por mestres e doutores formados pelas melhores universidades do país. O curso em si, conta com as melhores referências bibliográficas da área; conta com acesso ao portal de periódicos da CAPES, além das principais bases de dados estrangeiras e nacionais; possui uma estrutura curricular atualizada apta a formar profissionais capazes de captar rapidamente as mudanças socioeconômicas e assimilar novas técnicas; excelentes resultados no exame de ingresso nos programas de mestrado da ANPEC; grande aceitação no mercado de trabalho.
Entre as atividades acadêmicas promovidas pelo Departamento de Economia do Mackenzie no Rio de Janeiro se destaca a tradicional Semana de Economia. Esta atividade é organizada para comemorar o dia do Economista, 13 de agosto, e ocorre há mais de 10 anos. Este evento traz grandes personalidades da área e possibilita grandes debates dentro da instituição.

### Departamento de Direito
O Departamento de Direito do Mackenzie Rio (FPM RIO) tem uma Matriz Curricular abrangente, propiciando formação nas disciplinas exigidas para as principais carreiras jurídicas e com constante atualização. Seu Corpo Docente é composto por Professores com experiência de magistério e profissional superior a 10 anos.

## Revista CADE
A CADE é a revista científica semestral do Mackenzie Rio (FPM RIO), de caráter multidisciplinar, em que o objeto em questão não é uma ciência específica, mas o homem em seus diversos processos de organização social. Essas formas de organização são estudadas por meio de artigos das seguintes áreas: Administração, Ciências Contábeis, Direito e Economia. Além dessas foi incluída a seção Transversalidade, em que são publicados temas alternativos, mas que possuem alguma ligação com as seções básicas.

## Admissão
O Mackenzie Rio (FPM RIO) adota as seguintes formas de ingresso para graduação: vestibular próprio, transferência externa, aproveitamento de curso e ENEM.